# Rellie Kaputin
Rellie Kaputin (Kokopo, 12 marzo 1993) è una lunghista e triplista papuana.

## Biografia
Nata in Nuova Britannia, muove i primi passi nelle competizioni continentali nel 2013, partecipando ai Mini-Giochi del Pacifico di Mata Utu. Dall'anno seguente ottiene i primi successi nelle più importanti manifestazioni d'Oceania dapprima ai campionati oceaniani e poi ai Giochi del Pacifico. Successi ripetuti anche nei campionati melanesiani. A livello extra-continentale ottiene il pass per poter gareggiare ai Mondiali di Londra 2017, prima volta per un'atleta papuana. Nel 2018 prende parte anche ai Giochi del Commonwealth di Gold Coast.

Detiene i record nazionali nel salto in lungo, nel salto triplo e nel salto in alto.

## Record nazionali
- salto in lungo: 6,50 m ( Townsville, 25 giugno 2019)
- salto in lungo indoor: 6,27 m ( Alamosa, 19 febbraio 2017)
- salto triplo: 13,28 m ( Bradenton, 27 maggio 2017)
- salto triplo indoor: 13,09 m ( Birmingham, 11 maggio 2017)
- salto in alto: 1,77 m ( Port Moresby, 14 luglio 2015)
- salto in alto indoor: 1,73 m ( Birmingham, 11 maggio 2017)

## Palmarès
| Anno | Manifestazione           | Sede         | Evento         | Risultato | Prestazione | Note                                     |
| ---- | ------------------------ | ------------ | -------------- | --------- | ----------- | ---------------------------------------- |
| 2013 | Mini-Giochi del Pacifico | Mata Utu     | Salto in lungo | 5ª        | 5,05 m      |                                          |
| 2013 | Mini-Giochi del Pacifico | Mata Utu     | Salto in alto  | 5ª        | 1,45 m      |                                          |
| 2014 | Campionati oceaniani     | Avarua       | Salto in lungo | Argento   | 5,56 m      |                                          |
| 2014 | Campionati oceaniani     | Avarua       | Salto triplo   | Bronzo    | 11,35 m     |                                          |
| 2014 | Campionati oceaniani     | Avarua       | Salto in alto  | Argento   | 1,57 m      |                                          |
| 2015 | Giochi del Pacifico      | Port Moresby | Salto in lungo | Oro       | 5,97 m      |                                          |
| 2015 | Giochi del Pacifico      | Port Moresby | Salto triplo   | Oro       | 12,65 M     |                                          |
| 2015 | Giochi del Pacifico      | Port Moresby | Salto in alto  | Oro       | 1,77 m      |                                          |
| 2017 | Campionati oceaniani     | Suva         | Salto in lungo | Oro       | 5,86 m      |                                          |
| 2017 | Campionati oceaniani     | Suva         | Salto triplo   | Oro       | 13,05 m     |                                          |
| 2017 | Campionati oceaniani     | Suva         | Salto in alto  | Oro       | 1,65 m      |                                          |
| 2017 | Mondiali                 | Londra       | Salto in lungo | 30ª (q)   | 5,59 m      |                                          |
| 2017 | Mini-Giochi del Pacifico | Port Vila    | Salto in lungo | Oro       | 6,40 m      |                                          |
| 2017 | Mini-Giochi del Pacifico | Port Vila    | Salto triplo   | Oro       | 13,26 m     |                                          |
| 2017 | Mini-Giochi del Pacifico | Port Vila    | Salto in alto  | Argento   | 1,65 m      |                                          |
| 2017 | Mini-Giochi del Pacifico | Port Vila    | 4×400 m        | Bronzo    | 4'06"39     |                                          |
| 2018 | Giochi del Commonwealth  | Gold Coast   | Salto in lungo | 13ª (q)   | 6,18 m      |                                          |
| 2018 | Giochi del Commonwealth  | Gold Coast   | Salto triplo   | nm        | nm          |                                          |
| 2019 | Campionati oceaniani     | Townsville   | Salto in lungo | Oro       | 6,50 m      |                                          |
| 2019 | Campionati oceaniani     | Townsville   | Salto triplo   | Oro       | 13,04 m     |                                          |
| 2019 | Giochi del Pacifico      | Apia         | Salto in lungo | Oro       | 6,15 m      |                                          |
| 2019 | Giochi del Pacifico      | Apia         | Salto triplo   | Argento   | 12,44 m     |                                          |
| 2019 | Giochi del Pacifico      | Apia         | Salto in alto  | Argento   | 1,65 m      |                                          |
| 2021 | Giochi olimpici          | Tokyo        | Salto in lungo | 19ª (q)   | 6,40 m      |                                          |
| 2022 | Giochi del Commonwealth  | Birmingham   | Salto in lungo | 15ª (q)   | 5,95 m      | Miglior prestazione personale stagionale |

## Altre competizioni internazionali
2016
- Campionati melanesiani ( Suva):  nel salto in lungo (5,95 m);  nel salto triplo (12,25 m);  nel salto in alto (1,69 m).